# Urgleptes puertoricensis
Urgleptes puertoricensis es una especie de escarabajo longicornio del género Urgleptes, tribu Acanthocinini, subfamilia Lamiinae. Fue descrita científicamente por Gilmour en 1963.
La especie se mantiene activa durante todos los meses del año.

## Descripción
Mide 2,4-5,75 milímetros de longitud.

## Distribución
Se distribuye por Cuba, Puerto Rico y República Dominicana.